# Deutsche Gesellschaft für Sprechwissenschaft und Sprecherziehung
Die Deutsche Gesellschaft für Sprechwissenschaft und Sprecherziehung e. V. (DGSS) ist ein 1930 gegründeter Wissenschafts- und Berufsverband für Sprecherzieher und Sprechwissenschaftler in Deutschland. Die Geschäftsstelle ist in Münster.
Die Gesellschaft hat das Ziel, die Lehre und Pflege der mündlichen Kommunikation zu fördern. Sie unterstützt die Verbindung von sprechwissenschaftlicher Forschung und sprecherzieherischer Praxis, die Aus- und Fortbildung von Sprecherziehern sowie die Entwicklung und Förderung entsprechender universitärer Studiengänge. Die DGSS entwickelt methodisch-didaktische und berufspolitische Konzepte.

## Inhaltliche und fachliche Struktur
Die DGSS beschäftigt sich mit allen Bereichen der mündlichen Kommunikation: Grundlagen der Sprechwissenschaft, Sprech- und Stimmbildung, rhetorische Kommunikation, Sprechtherapie und Sprechkunst.
Grundlagen der Sprechwissenschaft
- Fachgeschichte
- Kommunikationsmodelle
- antike Rhetorik

Sprech- und Stimmbildung
- Phonetik
- Atmung
- Stimme

Rhetorische Kommunikation
- Rederhetorik
- Gesprächsrhetorik

Sprechtherapie
- Stimmstörungen
- Sprechstörungen
- Sprachstörungen

Sprechkunst
- interpretierendes Textsprechen
- neue Medien

## Verbandsprüfung und Abschluss
Die Prüfung in Sprechwissenschaft und Sprecherziehung vor Vertretern des Verbandes wird als Zusatzqualifikation an verschiedenen Universitäten angeboten und schließt mit dem Titel „Sprecherzieher/-in (DGSS)“ ab. Promovierte Fachvertreter, die eine feste Position an einer Universität innehaben und dort über entsprechende Ressourcen verfügen, bieten Studenten ein Veranstaltungsangebot, so dass diese den Studien- und Modulplan der DGSS erfüllen können. Entsprechende  DGSS-Prüfstellen gibt es zurzeit in den folgenden Universitätsstädten: Aachen, Münster und Regensburg. Ehemalige Prüfstellenstandorte sind Düsseldorf, Göttingen und Marburg.
Daneben gibt es universitäre Bachelor- und Masterstudiengänge der Sprechwissenschaft und/oder Sprecherziehung in Halle (Saale), Jena, Marburg, Regensburg, Saarbrücken (im Wintersemester 2023/2024 auslaufend) und Stuttgart.
Die dem Verein angeschlossene DGSS-Akademie führt sprecherzieherische und sprechwissenschaftliche Weiterbildungen und berufliche Qualifizierungen durch. Die Zertifikatsprogramme richten sich sowohl an Erwachsene als auch an Schüler.
Insbesondere ist ein Anliegen der DGSS, Sprechwissenschaft und Sprecherziehung stärker in das Lehramtsstudium zu integrieren, um die intensiven stimmlichen und sprecherischen Herausforderungen, die an Lehrkräfte gestellt werden, stärker in den Fokus zu rücken.

## Historie
Der Vorläufer wurde 1930 unter dem Namen Deutscher Ausschuss für Sprechkunde und Sprecherziehung (DAfSuS) u. a. von Erich Drach gegründet. Er stellte einen Zusammenschluss aller an Universitäten Sprecherziehung Lehrenden dar.
1964 wurde der Name des Verbandes in Deutsche Gesellschaft für Sprechkunde und Sprecherziehung geändert. Auf Initiative von Hellmut Geißner wurde 1965 der wissenschaftliche Beirat der DGSS gegründet.
1978 erfolgte die letzte Umbenennung in Deutsche Gesellschaft für Sprechwissenschaft und Sprecherziehung.
Mitglieder der DGSS sind heute sowohl Lehrkärfte an Hochschulen und Universitäten als auch insbesondere Freiberufler, die in sprechwissenschaftlichen und sprecherzieherischen Tätigkeitsfeldern der mündlichen Kommunikation arbeiten.
Liste der Vorsitzenden
(Quelle: )
- 1950–1952: Paul Tack
- 1952–1959: Christian Winkler
- 1959–1963: Paul Tack
- 1964–1971: Hellmut Geißner
- 1971–1973: Klaus Pawlowski
- 1973–1983: Rudolf Rösener
- 1983–1985: Lothar Berger
- 1985–1989: Elmar Bartsch
- 1989–1995: Dieter Allhoff
- 1995–2001: Freyr Roland Varwig
- 2001–2009: Marita Pabst-Weinschenk
- 2009–2011: Christa Heilmann
- 2011–2017: Brigitte Teuchert
- 2017–2021: Ortwin Lämke
- 2021–2023: Katrin von Laguna
- seit 2023: Augustin Ulrich Nebert

## Gliederung
Der Verband ist in eine Wissenschafts- und eine Berufskommission gegliedert. Er verantwortet die Ausbildung von Sprecherziehern mit entsprechenden Prüfungsordnungen (Wissenschaftskommission) und bietet Unterstützung in all ihren Belangen (Berufskommission).
Die DGSS weist die Struktur von Landesverbänden auf und hat eine Studentenvereinigung.

### Wissenschaftskommission
Die Wissenschaftskommission kümmert sich um die wissenschaftliche Forschung, den fachlichen Diskurs und das Studium der Sprechwissenschaft und Sprecherziehung.
Die Aufgaben der Wissenschaftskommission sind:
- Austausch von Forschungsergebnissen, Arbeit an sprechwissenschaftlichen Grundlagen und an Methoden der Sprecherziehung,
- Verbindung zu angrenzenden Fachgebieten,
- Rechenschaftsbericht zu jeder Mitgliederversammlung (wenigstens alle zwei Jahre),
- Angelegenheiten von Studium und Prüfung für Sprecherzieher,
- Vorbereitung von Veranstaltungen,
- Wissenschaftliche Veröffentlichungen der Gesellschaft.

Ein Herausgebergremium, bestehend aus Mitgliedern der Wissenschafts- und Berufskommission, publiziert die Online-Fachzeitschrift Sprechen & Kommunikation. Darüber hinaus prämiert die Wissenschaftskommission im Namen des Verbandes alle zwei Jahre die besten Abschlussarbeiten von Studenten der Sprechwissenschaft und Sprecherziehung.

### Berufskommission
Die Berufskommission betreut die Zertifikate der DGSS und kümmert sich um alle Mitglieder, die nicht in der Wissenschaft tätig sind.
Die Aufgaben der Berufskommission sind:
- Entwicklung berufspolitischer Programme und Konzepte auf Bundesebene,
- Koordinierung der Arbeit der Landesverbände,
- Verbesserung von PR-Konzepten,
- Unterstützung bei der Kooperation mit anderen Berufsverbänden,
- Mitwirkung an Prüfungsordnung und Studienrahmenplan,
- Beratung des Vorstandes in berufspolitischen Fragen,
- Rechenschaftsbericht zu jeder Mitgliederversammlung (wenigstens alle zwei Jahre).

### Studentenvereinigung
Aufgaben und Ziele der Studentenvereinigung:
- Erfahrungs- und Informationsaustausch
  - zwischen den Studenten der Sprechwissenschaft/Sprecherziehung,
  - zwischen der Studentenvereinigung und den Prüfstellenleitungen sowie anderen Ausbildungs- und Studiengängen,
  - zwischen der Studentenvereinigung und den übrigen Organen der DGSS,
- Verbesserung der Studienmöglichkeiten an den einzelnen Prüfstellen.

### Landesverbände
(Quelle: )
- Baden-Württemberg, Rheinland-Pfalz, Saarland: Berufsverband Sprechen e. V. (BVS SW)[20]
- Bayern: Berufsvereinigung Sprechkompetenzen – Rhetorik, Sprechkunst, Sprechtherapie und Sprechwissenschaft in Bayern e. V. (BVS Bayern)[21]
- Bremen, Hamburg, Hessen, Niedersachsen: Berufsverband Sprechen und Kommunikation (BSK) e. V.[22]
- Nordrhein-Westfalen: Berufsvereinigung Mündliche Kommunikation NRW e. V. (BMK NRW)[23]
- Sachsen, Sachsen-Anhalt, Thüringen: Mitteldeutscher Verband für Sprechwissenschaft und Sprecherziehung (MDVS) e. V.[24]